# Sami Aittokallio
Sami Tapani Aittokallio (* 6. August 1992 in Tampere) ist ein finnischer Eishockeytorwart, der seit November 2023 beim HK Nitra aus der slowakischen Extraliga unter Vertrag steht. Zuvor war Aittokallio unter anderem in der American Hockey League (AHL) und für die Bietigheim Steelers in der Deutschen Eishockey Liga (DEL) aktiv.

## Karriere

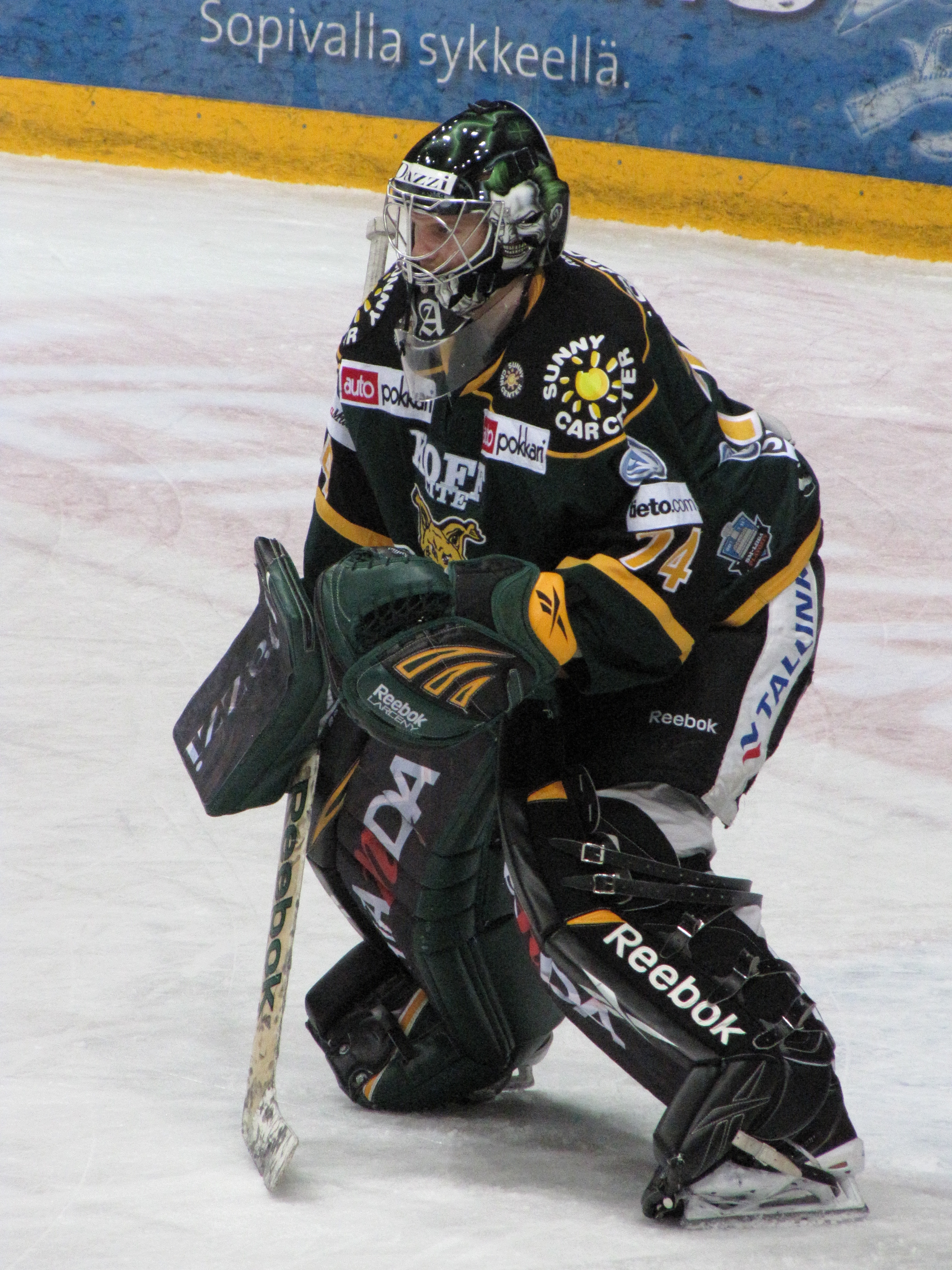
Aittokallio im Trikot von Tampereen Ilves (2011)

Aittokallio begann seine Karriere im Nachwuchs von Tampereen Ilves in seiner Geburtsstadt. Dort durchlief er alle Jugendklassen und debütierte in der Spielzeit 2009/10 in der SM-liiga, der höchsten Spielklasse Finnlands. Anschließend wurde er beim NHL Entry Draft 2010 in der vierten Runde an insgesamt 107. Position von Colorado Avalanche aus der National Hockey League (NHL) ausgewählt. Im selben Jahr zog ihn der HK ZSKA Moskau aus der Kontinentalen Hockey-Liga (KHL) beim KHL Junior Draft in der siebten Runde als insgesamt 176. Spieler. Er verblieb jedoch die nächsten beiden Jahren in Tampere, wo er neben seinen Einsätzen bei Ilves in der Liiga auf Leihbasis auch bei Lempäälän Kisa in der zweitklassigen Mestis zwischen den Pfosten stand. Ebenso war er für die finnische U20-Nationalmannschaft ebenfalls in der Mestis aktiv und spielte zudem weiterhin sporadisch bei den U20-Junioren von Ilves.
Im Sommer 2012 wechselte Aittokallio nach Nordamerika in die Organisation der Colorado Avalanche, die ihn überwiegend beim Farmteam Lake Erie Monsters in der American Hockey League (AHL) einsetzte. Zum Ende der Saison 2012/13 kam der Finne gegen die Los Angeles Kings zu seinem NHL-Debüt, bei dem er sich allerdings verletzte. Auf seinen zweiten Einsatz musste er bis zum Januar 2014 warten, als er im Spiel bei den Tampa Bay Lightning eingesetzt wurde.
Da er sich in Colorado aber nicht durchsetzen konnte und zeitweise sogar zum ECHL-Klub Fort Wayne Komets abgegeben worden war, wechselte er im Sommer 2015 auf Leihbasis zum finnischen Liiga-Klub Oulun Kärpät, für den er bis 2017 auf dem Eis stand. Nach einem Jahr beim HC Sparta Prag in der tschechischen Extraliga spielte er ab Sommer 2018 für Vaasan Sport wieder in der finnischen Liiga. Nachdem er von 2019 bis 2021 beim Ligakonkurrenten Porin Ässät gespielt hatte, wechselte er nach Deutschland. Dort unterzeichnete er im Juli 2021 einen Vertrag bei den Bietigheim Steelers aus der Deutschen Eishockey Liga (DEL). Mit der Mannschaft stieg er nach zweijähriger Zugehörigkeit zur höchsten Spielklasse am Ende der Spielzeit 2022/23 in die DEL2 ab und erhielt im Anschluss kein neues Vertragsangebot. Er kehrte daher im September 2023 nach Finnland zurück, wo er sich JYP Jyväskylä anschloss. Nachdem Aittokallio bis Mitte November nur eine Partie für JYP bestritten hatte, wechselte er zum HK Nitra aus der slowakischen Extraliga.

### International
Aittokallio spielte international erstmals 2009 bei der World U-17 Hockey Challenge sowie beim Europäischen Olympischen Winter-Jugendfestival für Finnland. Bei der U18-Junioren-Weltmeisterschaft 2010 stand er im Kader der finnischen Auswahl, mit der er die Bronzemedaille gewann, wobei er selbst aber nicht eingesetzt wurde. In den Jahren 2011 und 2012 nahm er mit der finnischen U20-Auswahl an den Weltmeisterschaften dieser Altersklasse teil und erreichte die drittbeste Fangquote des Turniers hinter dem Russen Andrei Wassilewski und dem Kanadier Mark Visentin.

## Erfolge und Auszeichnungen
- 2009 Bronzemedaille beim Europäischen Olympischen Winter-Jugendfestival
- 2010 Bronzemedaille bei der U18-Junioren-Weltmeisterschaft

## Karrierestatistik
Stand: Ende der Saison 2022/23

### International
Vertrat Finnland bei:
| - World U-17 Hockey Challenge 2009 - Europäisches Olympisches Winter-Jugendfestival 2009 - U18-Junioren-Weltmeisterschaft 2010 | - U20-Junioren-Weltmeisterschaft 2011 - U20-Junioren-Weltmeisterschaft 2012 |

(Legende zur Torhüterstatistik: GP oder Sp = Spiele insgesamt; W oder S = Siege; L oder N = Niederlagen; T oder U oder OT = Unentschieden oder Overtime- bzw. Shootout-Niederlage; Min. = Minuten; SOG oder SaT = Schüsse aufs Tor; GA oder GT = Gegentore; SO = Shutouts; GAA oder GTS = Gegentorschnitt; Sv% oder SVS% = Fangquote; EN = Empty Net Goal; 1 Play-downs/Relegation; Kursiv: Statistik nicht vollständig)